# Gymnotus pantanal
Gymnotus pantanal es una especie de pez de agua dulce del género Gymnotus de la familia Gymnotidae, en el orden de los Gymnotiformes. Es denominada comúnmente morena brava. Se distribuye en ambientes acuáticos de Sudamérica central.

## Morfología
Puede llegar a alcanzar los 25,1 cm de longitud total. Presenta un patrón de coloración consistentente en bandas oblicuas oscuras y pálidas, estas últimas son un tercio más delgadas, con los márgenes ondulados restringidos a la porción ventral del cuerpo, rara vez extendidos por encima de la línea lateral. Lo diferencia de otros miembros del grupo G. pantherinus en poseer una cabeza más ancha y alta, mayor diámetro de aberturas branquiales, más cantidad de radios en la aleta pectoral y un menor número de escamas en la línea lateral con poros posteriores.

## Taxonomía
Esta especie fue descrita originalmente en el año 2005 por los ictiólogos Flora Maria de Campos Fernandes-Matioli, James S. Albert, Maria de Fatima Zambelli Daniel-Silva, Carlos Eduardo Lopes, William Gareth Richard Crampton y Lurdes Forest de Almeida-Toledo.
Etimología
Etimológicamente el nombre genérico Gymnotus viene de la palabra del idioma griego: gymnos que significa 'desnudo'. El término específico pantanal alude a la región hidrológica de donde proviene el ejemplar tipo: el pantanal matogrossense del centro del Brasil.

## Distribución y hábitat
Esta especie se distribuye en los cursos fluviales de clima semitropical del centro de Sudamérica, en la cuenca del Plata, subcuenca del río Paraguay, en los países de Brasil, Bolivia, Paraguay y el nordeste de la Argentina.
Vive entre hierbas arraigadas y macrofitas flotantes en pequeños arroyos y en las orillas de los meandros  de ríos más grandes. Ocurre de manera sintópica con otras especies congenéricas: Gymnotus inaequilabiatus y G. sylvius.